# 广西莪术
广西莪术（学名：Curcuma kwangsiensis）为薑科姜黄属下的一个种。

## 外部連結
- 郁金 Yujin （页面存档备份，存于） 中藥材圖像數據庫 (香港浸會大學中醫藥學院)

## 扩展阅读
- 图片